# Parti national grenadien
Le Parti national grenadien ((en) : Grenada National Party) (GNP) est un parti politique de Grenade fondé en 1956. Dirigé par Herbert Blaize, il était un parti conservateur opposé au Parti travailliste uni de Grenade d'Eric Gairy. En 1984, il fusionne avec deux autres partis pour former le Nouveau Parti national.

## Historique
Le Parti national grenadien (GNP) fut fondé par John Watts, mais Herbert Blaize s'impose rapidement comme son leader. Il représentait les intérêts des propriétaires terriens et des classes moyennes urbaines. En 1957, il gagne deux sièges aux élections générales de 1957, à égalité avec le Parti travailliste uni de Grenade (GULP) et un troisième parti. Herbert Blaize s'impose rapidement comme le leader d'une coalition anti-GULP et est nommé. Cependant, aux élections suivantes, celle de 1961, le GNP n'augmente pas sa représentation parlementaire. Au contraire, lors des élections de 1962, il devient la première force du parlement avec six sièges sur dix, et Herbert Blaize redevient Chef du gouvernement de la Grenade jusqu'aux élections de 1967 où il n'obtient plus que trois sièges sur dix. Son poids diminue encore lors des élections de 1972, avec seulement deux sièges sur quinze.
Pour les élections de 1976, le GNP, bien que conservateur s'allie avec le New Jewel Movement de Maurice Bishop et le United People's Party pour former la People's Alliance. Cette alliance ne remporte néanmoins que six sièges, contre neuf pour le GULP d'Eric Gairy.
En 1984, pour concourir aux élections générales suivant l'invasion de la Grenade, le GNP fusionne avec le Parti national démocratique de George Brizan et le Mouvement démocratique Grenadien de Francis Alexis pour former le Nouveau Parti national.